# Frank Gerhardt (Komponist)
Frank Gerhardt (* 17. Mai 1967 in Hünfelden/Kirberg) ist ein deutscher Komponist.

## Leben
Sein musikalischer Werdegang begann in Frankfurt am Main. Nach einem Klavier- und Cembalostudium am Hoch’schen Konservatorium folgte am selben Institut ein Musiktheorie- und Kompositionsstudium bei Claus Kühnl. Danach wechselte er an die Hochschule für Musik und Darstellende Kunst Frankfurt am Main, wo sich von 1994 bis 1998 ein Kompositionsstudium bei Hans Zender anschloss und wo Frank Gerhardt von 2000 bis 2014 selbst als Dozent für Musiktheorie und Elektroakustische Komposition unterrichtete. Seit 2009 leitet er die Kompositionsklasse an der Musikakademie der Stadt Kassel „Louis Spohr“.
Das musikalische Werk Frank Gerhardts umfasst nahezu alle instrumentalen und vokalen Gattungen sowie zahlreiche elektroakustische Stücke und Musik für Tanztheater. Es wird regelmäßig im In- und Ausland aufgeführt und ist durch CD- und Rundfunkproduktionen vielfach dokumentiert. Verschiedene Auftragswerke entstanden sowohl für offizielle Anlässe wie die 1200-Jahr-Feier Frankfurts oder die Expo 2000 als auch für das SWR-Symphonieorchester, die Junge Deutsche Philharmonie, das KNM Berlin, Ensemble Modern und andere renommierte Ensembles und Festivals.

## Preise und Stipendien
Für seine Kompositionen erhielt Frank Gerhardt verschiedene Preise und Stipendien, so unter anderem den hessischen Kompositionspreis 1998 und den Preis des Kompositionswettbewerb Zeitgenössische Geistliche Musik im Rahmen des Festivals Europäische Kirchenmusik Schwäbisch Gmünd 2006. 2000/2001 war er Stipendiat im Internationalen Künstlerhaus Villa Concordia und 2001/2002 an der Berliner Akademie der Künste. 2003 folgte ein Aufenthalt im Deutschen Studienzentrum in Venedig. 2015 wurde er mit dem Paul-Hindemith-Stipendium des Landesmusikrat Hessen ausgezeichnet.

## Werke (Auswahl)
- 2000: „reservoir (eisrand)“ für Schlagzeug und Elektronik. UA.: 29. November 2002, Akademie der Künste, Berlin
- 2000: „retraite“ echolot II für Solo-Violine, 12 Streicher und Percussion. UA.: 5. Juli 2000, Expo 2000, Deutscher Pavillon
- 2001: „Jade-Maiwan“, Protokolle und Trios für Violoncello, Kontrabass, Percussion und Elektronik. UA.: 8. Dezember 2001, Akademie der Künste, Berlin
- 2003: „OIKOS“ echolot III für Orchester. UA.: 25. Januar 2004, SWR-Symphonieorchester, Hans Zender
- 2004: „was hinzukommt“ (musica notturna marciana 2) für Gitarre und Streichtrio. UA.: 20. Juni 2004, Mainz
- 2005: „nordwestpassage / audition“ für Sprecher, Klavier und elektronisches Zuspiel. Text von Guntram Vesper. UA.: 30. September 2005, Zollhaus
- 2007: Musik für Streichquartett: Stollen 1 - 3. UA.: 12. Mai 2007, Hessischer Rundfunk, Frankfurt, Haba-Quartett
- 2006 – 2020: Lectiones per organo solo, No. 1 - 6
- 2009: „crossmap (biwak)“ für Klavier und Elektronik. UA.: 5. Dezember 2009, ZKM, Karlsruhe, Catherine Vickers
- 2010: Hände/Wüste für Ensemble. UA.: am 29. Januar 2010, Alte Oper, Frankfurt am Main, Ensemble Modern[1]
- 2013: „Enough“ für Chor und Orchester (2013). UA.: 23. Mai 2013, Hessischer Rundfunk, Frankfurt
- 2017: distance.silence.sound (Musik für Orgel und Streichquartett). UA.: am 20. Juli 2017, Martinskirche (Kassel)
- 2021: Insel (Memento), Quartett für Violoncello-solo und Elektronik. UA.: am 4. September 2021, Atelierhaus Gudensberg